# Caiman brevirostris
Caiman brevirostris — це вимерлий вид каймана, який мешкав у пізньому міоцені, приблизно 11.6–5.3 мільйона років тому в Акко та Амазонас, Бразилія, а також Урумако, Венесуела. До виду віднесено кілька екземплярів, але лише 3 з них впевнено віднесені до виду. C. brevirostris був спочатку названий у 1987 році на основі одного, неповного рострума з пов'язаною нижньою щелепною гілкою, яка була знайдена в Акрі, Бразилія. C. brevirostris дуже відрізняється від видів кайманів і кайманових загалом тим, що він зберіг характерний короткий і міцний череп із тупими задніми зубами, створеними для розщеплення твердішої їжі. Це було пристосуванням до харчування організмами з твердим панциром, яке, ймовірно, слугувало для роздавлювання мушель, які були поширені у водно-болотних угіддях, де проживав C. brevirostris.